# Хоу Сяосянь
Хоу Сяосянь (кит. трад. 侯孝賢, піньїнь: Hóu Xiàoxián, 8 квітня 1947, Мейсянь, Гуандун) — тайванський кінорежисер, найбільший представник нової хвилі тайванського кіно.

## Біографія
Належить до народності хакка. Разом з батьками, які втікали від громадянської війни, приїхав на Тайвань в 1949 році. Працював на заводі в Тайбеї. Закінчив Національну художню академію. Дебютував як самостійний режисер в 1980 році. Після закінчення стажувався у Лі Сіна. З 1975 року написав сценарії до фільмів: «Цзаоань Тайбей» («Доброго ранку, Тайбей»), «Сяо Бі ді Гуші» («Розповідь про маленького Бі»; приз тайбейського фестивалю «Золотий кінь») тощо.
У 1980 році поставив перший фільм — фарсову комедію «Цзюші люлю-ди та» («Ось яка вона Гулена»). Наступні фільми: «Цзай на хе-пань цінцао цін» («Зелена зелена травичка на тому березі»), «Ерцзі-ді та Ваньо» («Велика лялька сина»; новела в однойменному фільмі: страждання «людини-сендвіча», що не має коштів прогодувати сім'ю), «Дундун ди Цзяці» («Канікули Дундуна»; хлопчик проводить літо у бабусі; призи в Нанті і Локарно), «Туніянь Ванш» («Дитячі спогади»; важке дорослішання хлопчика, що переживає смерть батьків; призи на МКФ «Золотий кінь», в Берліні, Роттердамі), «Ляньлянь Фенчен» («Пил на вітрі»; розповідь про любов, яка могла б бути, але не склалася; приз в Португалії за режисуру), «Нілохе Нюйер» («дочка Нілу»; приз в Турині), «Бейцін ченші» («Місто скорботи»; події життя родини на тлі повстання в 1948 році; «Золотий лев св. Марка» у Венеції, 1989), «Сімен женьшен» («Сон театру, життя людини»; розповідається про реальну долю актора лялькового театру на тлі історичних змін на Тайвані), «Хао нань хао Нюй» («Добрий чоловік і добра жінка»), «Наньфан Цзай-цзянь Наньфан» («Прощай, Південь, прощай»).

## Фільмографія

### Режисер
| Рік  | Українська назва               | Оригінальна назва                        | Примітки                                                                     |
| ---- | ------------------------------ | ---------------------------------------- | ---------------------------------------------------------------------------- |
| 1980 | Мила дівчина                   | 就是溜溜的她                             | Перший повнометражний художній фільм                                         |
| 1981 | Веселий вітер                  | 風兒踢踏踩                               |                                                                              |
| 1982 | Зелена, зелена трава біля дому | 在那河畔青草青                           |                                                                              |
| 1983 | Людина-сендвіч                 | 兒子的大玩偶                             | Режисер спільно з Ван Дженом і Цзен Чжуан-сяном                              |
| 1983 | Хлопці з Фенгкуей              | 風櫃來的人                               | Золотий приз Кінофестивалю трьох континентів 1984 року                       |
| 1984 | Літо в дідуся                  | 冬冬的假期                               | Золотий приз Кінофестивалю трьох континентів 1985 року                       |
| 1985 | Час жити, час помирати         | 童年往事                                 | Приз ФІПРЕССІ Берлінського міжнародного кінофестивалю 1986 року              |
| 1986 | Пил на вітрі                   | 戀戀風塵                                 | Брав участь на Кінофестивалі трьох континентів 1986 року                     |
| 1987 | Дочка Нілу                     | 尼羅河的女兒                             | Брав участь у Каннському кінофестивалі                                       |
| 1989 | Місто скорботи                 | 悲情城市                                 | Золотий лев Венеційського кінофестивалю 1989 року                            |
| 1993 | Лялькар                        | 戲夢人生                                 | Приз журі Каннського кінофестивалю                                           |
| 1995 | Добрий чоловік, добра жінка    | 好男好女                                 | Кращий художній фільм Гавайського міжнародного кінофестивалю                 |
| 1996 | Прощай, Південь,прощай         | 南國再見，南國                           | Брав участь у Каннському кінофестивалі 1996 року                             |
| 1998 | Квіти Шанхаю                   | 海上花                                   | Брав участь у Каннському кінофестивалі 1998 року                             |
| 2001 | Мілленіум Мамбо                | 千禧曼波                                 | Технічний Великий приз Каннського кінофестивалю 2001 року                    |
| 2003 | Кафе Люм'єр                    | 咖啡時光                                 | Японського виробництва, брав участь у Венеціанському кінофестивалі 2003 року |
| 2005 | Три рази                       | 最好的時光                               | Брав участь у Каннському кінофестивалі 2005 року                             |
| 2007 | Дім електричної принцеси       | 電姬館                                   |                                                                              |
| 2008 | Політ червоної кулі            | Le Voyage du Ballon Rouge (紅氣球的旅行) | Французького виробництва                                                     |
| 2011 | La Belle Epoque                | 黃金之弦                                 | Сегмент антології фільму 10 +10                                              |
| 2015 | Вбивця                         | 聶隱娘                                   | Кращий режисер Каннського кінофестивалю 2015 року                            |

### Продюсер
| Рік  | Українська назва            | Оригінальна назва | Режисер       |
| ---- | --------------------------- | ----------------- | ------------- |
| 1991 | Запали червоний ліхтар      | 大紅燈籠高高掛    | Чжан Їмоу     |
| 1992 | Пил ангелів                 | 少年吔，安啦      | Хсю Хсяо-Мінг |
| 1993 | Острів скарбів              | 只要為你活一天    | Чень Го-Фу    |
| 1994 | Запозичене життя            | 多桑              | Ву Нієн-жень  |
| 1995 | Heartbreak Island           | 去年冬天          | Сю Сяо-Мінг   |
| 2000 | Дзеркальне відображення     | 命帶追逐          | Сяо Я-Цюань   |
| 2007 | Відображення                | 愛麗絲的鏡子      | Яо Хун-I      |
| 2010 | Один день                   | 有一天            | Хоу Цзі-Ран   |
| 2010 | Тайбейські обміни           | 第36個故事        | Сяо Я-Цюань   |
| 2010 | Зворотній квиток            | 到阜陽六百里      | Тен Жун-Шін   |
| 2011 | Hometown Boy                | 金城小子          | Яо Хун-I      |
| 2013 | Окрім краси: Тайвань зверху | 看見台灣          | Чі По-Лін     |

### Актор
| Рік  | Українська назва                   | Оригінальна назва                    | Режисер       |
| ---- | ---------------------------------- | ------------------------------------ | ------------- |
| 1983 | Хлопці з Фенгкуей                  | 風櫃來的人                           | Хоу Сяосянь   |
| 1984 | Я люблю Мері                       | 我愛瑪莉                             | Ко І-Чен      |
| 1985 | Тайпейська історія                 | 青梅竹馬                             | Едвард Янг    |
| 1986 | Душа                               | 老娘夠騷                             | Шу Кей        |
| 1996 | Янь±Їнь: Гендер в китайському кіно | 男生女相                             | Стенлі Кван   |
| 1997 | HHH: Портрет Хоу Сяосянь           | HHH — Un portrait de Hou Hsiao-Hsien | Олів'є Ассаяс |
| 2010 | Хотів би я знати                   | 海上傳奇                             | Цзя Джанке    |
| 2013 | Молодіжний стиль                   | 青春派                               | Джі Лю        |

## Визнання
Номінант і лауреат численних премій. У 1986 році був удостоєний призу міжнародної асоціації кінокритиків (програма «Форум») на Берлінському кінофестивалі за фільм «Час жити і час помирати». У 1989 році отримав «Золотого лева» на Венеційському кінофестивалі за фільм «Місто скорботи». У 1993 році здобув перемогу в номінації «Приз журі» на Каннському кінофестивалі за фільм «Лялькар». Остання на даний момент премія була отримана на Каннському кінофестивалі в 2015 році в номінації «Найкращий режисер» за фільм «Вбивця».
Документальний фільм про режисера зняв Олів'є Ассаяс (1997).